# Santa María de Valverde
Pour les articles homonymes, voir Santa Maria et Valverde.
Santa María de Valverde est une commune d'Espagne, de la province de Zamora, dans la communauté autonome de Castille-et-León.
La commune a une superficie de 9,76 km2 avec une population de 54 habitants (2021).